# Der Unheimliche
Der Unheimliche è un film del 1922, diretto da Ernst Wendt. L'esatta identificazione del film, una copia del quale è conservata - nella versione francese, con titoli di testa e coda mancanti - al "Centre national du cinéma et de l’image animée (CNC)", è stata oggetto di contrastate ricerche. A volte il titolo italiano appare essere "Il fantasma del bacio…mortale".

## Trama
Josias v. Totleben ("Vitamorte"), di Molsheim, organizza per il proprio figlio un viaggio a Dornach in modo che il giovane, che si era sempre detto contrario al matrimonio, possa finalmente conoscere colei che invece le è stata destinata in moglie fin dalla tenera età: Friederike, la figlia di Heinrich Bantes, partner in affari di Josias. E niente poteva essere stato concepito di più sbagliato: Friederike ha già nel pittore Georg Weidmüller un fidanzato, più o meno all'insaputa dei genitori, e Totleben figlio è già addirittura sposato segretamente con Angelica, e la coppia ha pure un figlioletto.
Caso vuole che, giunto a Dornach, Totleben figlio, prima di scendere alla locanda, incontra casualmente Georg: i due, che non si conoscevano, fanno rapidamente amicizia e scoprono di non dover temere nulla l'uno dall'altro - poiché né Friederike né Totlenben figlio vogliono (o possono) sposarsi -, anzi, fra i due uomini può nascere una certa collaborazione.
Poco tempo prima era stato pubblicato e diffuso a Dornach, dove era assurto a grande popolarità, il libro "Il ritorno al bacio mortifero", che narrava di un'antica leggenda secondo la quale il fantasma di un cavaliere straniero ivi ucciso a metà del '700 si era vendicato portando misteriosamente alla morte, dopo averle baciate, alcune fidanzate di uomini del paese (le ragazze di norma preferivano un cavaliere sconosciuto al loro usuale ragazzo borghese). Durante la festa di compleanno di Friederike, alla vigilia della quale Totleben figlio era arrivato nella cittadina, era stato letto da Georg, davanti a tutta la bella gente del posto, il resoconto delle azioni del fantasma, tratto da un antico volume di cronache locali; vi si diceva tra l'altro che il fantasma era riapparso nel corso degli anni, sempre conducendo a morte alcune donne. Ma il tocco finale era consistito nell'esibizione di un ritratto del fantasma, che in realtà era uno schizzo del volto di Totleben figlio che Georg aveva eseguito poco prima. La leggenda metropolitana ed il ritratto cominciavano a diffondersi rapidamente.
Al punto che quando Totleben figlio, il giorno dopo, aveva iniziato a mostrarsi in società nel paese in cui era giunto, il panico aveva iniziato a serpeggiare: il fantasma era tornato. Totleben figlio si presenta dai Bantes, già piuttosto terrorizzati nel riconoscere in lui il fantasma; poi ha una facile spiegazione a tu per tu con Friederike - con la quale coglie l'occasione per concludere anche accordi commerciali -, che, sollevata, lo abbraccia come latore di nuone notizie. Heinrich Bantes, che sta spiando dal buco della serratura, crede che egli stia uccidendo la figlia col bacio mortale, e lo supplica di non sposarla. Totleben figlio, allora, d'accordo con Georg, gli lancia un ultimatum: risparmierò tua figlia, egli dice, solo se ella si sposerà entro i vespri di domani. Anche questa frase si diffonde in fretta: e mentre Bantes trova in Georg colui che può sposare e salvare la figlia (e i due fingono di aversene alla male), anche tutte le coppie di fidanzati del paese sono spronate a sposarsi entro l'indomani, per non cadere nell'incantesimo di morte.
E l'economia inizia a girare: costosi abiti vengono acquistati, il pastore comincia a contabilizzare, doti ed elargizioni di denaro vengono concesse liberalmente dai più abbienti ai meno abbienti di coppie fino ad allora tenute separate da distinzioni sociali ed economiche, e tutti si dirigono all'altare. Totleben padre è invitato al matrimonio di Friederike – che egli sembra credere dovuto all'emergenza fantasma -  dal collega in affari Bantes: qui egli, notando la frenesia di matrimoni, ripete al figlio che questo pare essere il momento opportuno per trovare moglie; anzi, dice di avergliene trovata una. Totleben figlio è comprensibilmente allarmato, quando il padre – che evidentemente aveva mangiato la foglia – gli "presenta" Angelica ed il figlioletto.

## Distribuzione
Il film ha ricevuto il visto della censura il 14 novembre 1921 ed ha avuto la sua prima proiezione il 13 marzo 1922 a Berlino al Richard-Oswald-Lichtspiele. Der Unheimliche è stato distribuito in Francia col titolo Le revenant au baiser mortel.